# Vedanta Advaita Sesha
Vedanta Advaita Sesha (Ivan Oliveros, Bogotá, Colombia, 13 de mayo de 1960). Escritor, filósofo y pedagogo hinduista.

## Biografía
Desde muy joven compaginó su formación académica con el estudio de las filosofías orientales en la Fundacion Hastinapura que es una escisión de Nueva Acrópolis, profundizando especialmente en la corriente vedanta advaita de la tradición hindú expuesta fundamentalmente por los grandes sabios tradicionales Gaudapada, Govindapada y Sankara, y por los recientes Ramana Maharshi, Sri Nisargadatta Maharaj, Krishnamurti y otros. Dicho y demas aduce haberlo conocido a través de un Maestro de gran rango dentro de la organizacion, que vivia en un establecimiento casi rural, pero no hay datos ni indicios fehacientes de ello.
Tras años de investigación continuada en el campo de la meditación y el análisis de la filosofía oriental, a los 26 años culmina el proceso constante de indagación en el Sí mismo alcanzando la más alta vivencia trascendental No-Dual (Nirvikalpa Samadhi), a partir de la cual su vida experimenta un cambio radical, en virtud del cual abandona su trabajo como gerente de una empresa para  bocarse a una intensa actividad pedagógica que le llevará a recorrer diversos países, principalmente Argentina, Brasil, Colombia y España, compartiendo su vivencia No-Dual y enseñando práctica meditativa a través de innumerables cursos, seminarios, charlas y la publicación de diversos libros, artículos, y entrevistas que, junto con el dictado de frecuentes conferencias en diversos estamentos académicos, ha permitido congregar bajo su enseñanza a miles de alumnos a lo largo de más de veinte años.
Su pedagogía trata de soslayar las dificultades que muchos buscadores encuentran cuando intentan profundizar en la práctica meditativa: la aparente divergencia de opiniones entre autores, las instrucciones poco claras o contradictorias en el análisis de la práctica interior y una conceptualización metafísica a menudo demasiado alejada de la mentalidad y cultura occidentales, así como una muy escasa información que sirva a los practicantes para manejarse ante las dificultades de orden práctico que invariablemente se presentan, como el exceso de agitación mental, el apego a 
los sentidos, las molestias físicas, el sueño...
Para ello, busca inducir en el practicante una clara conciencia de los diversos modos de percepción que operan en su propio proceso cognitivo para resolverlos, mediante el adiestramiento en el manejo de la atención, en la cognición final No-Dual, esgrimiendo a tal fin como herramienta pedagógica fundamental la sistematización epistémica establecida por Patanjali. 

Que extraña paradoja se plantea, la paradoja metafísica por excelencia: el universo no es lo que vemos, ni somos lo que creemos que somos; el verdadero universo es una corriente de existencia, conciencia y bienaventuranza indiferenciada, cuya esencia primaria es la identidad de todo lo existente.
Vedanta Advaita Sesha

## Publicaciones
En 1997 se publica su primer libro, La búsqueda de la Nada, texto de ayuda en el que se recogen los fundamentos de la filosofía vedanta, seguido poco después por “El Eterno Presente”, donde se establecen los principios de la práctica meditativa externa explorando y reinterpretando para Occidente los fundamentos de la Recta Acción expuestos en el Bhagavad Gita. (Sesha, 1998. «II, p. 68». “El Eterno Presente”. Bogotá: Ediciones Grial): «Observe apaciblemente su entorno. Contacte con la corriente de vida inmersa en el Presente y note en qué momento su estabilidad y continuidad de percepción se pierden. Pase de un objeto a otro de su cercanía. Vívalos como si fuese la primera vez. Permítales ser descubiertos existiendo nuevamente tal como los conoció la primera vez»
En La Paradoja Divina (2ª edición, 2012) analiza el fenómeno de la percepción y sistematiza los diversos estados de conciencia que el ser humano puede experimentar, tanto internamente como en la vida cotidiana, configurando así una guía para avanzar en la práctica meditativa. Poco después, se publica “Los Campos de Cognición”, su obra más representativa, en la que se exponen de una manera sistemática los principios de un nuevo modelo epistémico capaz de explicar los diversos estados de conciencia así como la naturaleza No-Dual de la realidad.
En su siguiente publicación, Vedanta Advaita, Sesha realiza un resumen de la filosofía vedanta utilizando como referencia el Drg Drsya Viveka, texto introductorio del sistema vedanta advaita atribuido a Sankara, a la vez que despliega un mapa de la práctica meditativa, de los estados de conciencia y de la cosmología vedanta. Esta publicación es seguida por “Meditación, el camino a la libertad”, guía práctica en formato de texto y dos DVD que acercan la maestría de la práctica meditativa interna y externa a cualquier estudiante.
En el año 2011 publica dos libros: 1º) “La danza del silencio”, compendio de reflexiones inspiradas por la visión advaita, ilustradas por fotografías de una alta carga evocadora. 2º) “El sendero del dharma” donde se desentraña la problemática de la acción, estableciendo con claridad meridiana los principios a tener en cuenta a la hora de adentrarse en los entresijos de la Recta Acción o karma yoga.
En el 2012 aparece Cuántica & Meditación, donde se establece un asombroso y revelador paralelismo entre las propuestas configuradas por el sistema vedanta advaita y los descubrimientos y propuestas teóricas de la física cuántica.
En el 2013 nacen dos textos: Tras las huellas del saber y Atmabodha. En el primero se analizan a profundidad conceptos clave como karma, samadhi y otros, y se despejan dudas sobre el real sentido que se ha de atribuir a circunstancias como el dolor, la disciplina, los hábitos… En el Atmabodha tenemos la ocasión de escudriñar los aforismos de Sankara desde una perspectiva que, por sí misma, representa un recorrido completo, ameno, accesible y aclaratorio de las principales  propuestas que configuran el pensamiento vedanta.
En el 2014 aparece Meditación, teoría y práctica. En sus páginas se desentrañan al pormenor todos los obstáculos, las dudas y posibles inquietudes con las que suelen toparse habitualmente los practicantes. Representa, en ese sentido, un texto definitivo como imprescindible libro de cabecera en los primeros pasos de todo buscador.
Cabe señalar que, amén de las obras anteriormente citadas, la labor pedagógica de Sesha se ha visto complementada, sobre todo a lo largo de los últimos años, con intervenciones como conferenciante en diversas universidades, como expositor invitado en foros relacionados con la espiritualidad y con intervenciones en forma de múltiples entrevistas realizadas para diversos medios tanto de comunicación audiovisual (radio, televisión) como de prensa escrita, así como para numerosas revistas especializadas.

## Obra
- 1997: La búsqueda de la nada, ISBN 978-958-96177-0-0
- 1998: El eterno presente, ISBN 978-958-96177-1-7
- 2005: Vedanta advaita, ISBN 9788484451119
- 2007: Meditación, el camino a la libertad, ISBN 978-84-8445-210-2
- 2011: La danza del silencio, ISBN 978-84-615-3453-1
- 2012: La paradoja divina, ISBN 978-84-8445-038-4
- 2012: Cuántica y meditación, ISBN 978-84-615-9554-9
- 2013: Tras las huellas del saber, ISBN 978-84-616-5346-1
- 2013: Atmabodha, ISBN 978-84-616-2173-6
- 2013: El sendero del dharma, ISBN 978-84-614-9357-9
- 2014: Los campos de cognición, ISBN 978-84-616-8091-7
- 2014: Meditación, teoría y práctica, ISBN 978-84-616-8548-6